# 98 км (блокпост)
98 км — залізничний блокпост Сумської дирекції Південної залізниці на неелектрифікованій лінії Боромля — Кириківка між станціями Боромля (5 км) та Скрягівка (6 км). Розташований неподалік села Пархомівка Охтирського району Сумської області.

## Пасажирське сполучення
На Платформі 98 км зупиняються приміські поїзди до станцій Боромля, Віринський Завод, Ворожба, Кириківка, Люботин, Охтирка, Суми, Тростянець-Смородине, Харків-Пасажирський.